# ボビー・クレイマー
ロバート・トーマス・クレイマー（Robert Thomas "Bobby" Cramer , 1979年10月28日 - ）は、プロ野球選手（投手）。

## 経歴
2001年のMLBドラフトで、シアトル・マリナーズから38巡目指名を受けるが入団には至らなかった。
2003年にアマチュア・フリーエージェントでタンパベイ・デビルレイズに入団。傘下のマイナーチームでプレーした。
2004年限りで解雇された。その後は、どこの球団からもオファーがかからず2年間高校の数学の教師をし野球から離れていた。
2007年にオークランド・アスレチックスに入団。
2008年は独立リーグであるゴールデン・ベースボール・リーグのオレンジカウンティ・フライヤーズでプレー。
2009年は再びアスレチックス傘下のマイナーチームでプレーした。
2010年9月13日にメジャーデビューを果たし、メジャー初勝利を手にする。この試合では、岩村明憲が7番・三塁手として出場していた。
2011年は松井秀喜とチームメイトとなり、5試合ではあるがメジャーに昇格。4月1日のマリナーズ戦では、7回一死一・三塁の場面でイチローをセカンドゴロ併殺に打ち取っている。
2012年はメキシカンリーグでプレーしていたが、7月4日に横浜DeNAベイスターズが獲得を発表した。7月26日の読売ジャイアンツ戦で来日初先発を果たしたが、5回途中、3失点で勝敗はつかなかった。続く8月1日の広島東洋カープ戦でも先発したが、またも5回持たず、7失点で黒星。結局、この2試合しか登板せず、10月10日に戦力外通告を受け、16日に自由契約公示された。
2013年はメキシカンリーグのレイノサ・ブロンコスでプレーした。

## 選手としての特徴・人物
145km/hを超えるストレートに、スライダー・カーブ・チェンジアップと多彩な変化球を投げ分ける技巧派左腕。
シーズンオフに、アナハイムの高校で数学の非常勤講師として教壇に立ったことがある。

## 詳細情報

### 年度別投手成績
| 年 度    | 球 団    | 登 板 | 先 発 | 完 投 | 完 封 | 無 四 球 | 勝 利 | 敗 戦 | セ 丨 ブ | ホ 丨 ル ド | 勝 率 | 打 者 | 投 球 回 | 被 安 打 | 被 本 塁 打 | 与 四 球 | 敬 遠 | 与 死 球 | 奪 三 振 | 暴 投 | ボ 丨 ク | 失 点 | 自 責 点 | 防 御 率 | W H I P |
| -------- | -------- | ----- | ----- | ----- | ----- | -------- | ----- | ----- | -------- | ----------- | ----- | ----- | -------- | -------- | ----------- | -------- | ----- | -------- | -------- | ----- | -------- | ----- | -------- | -------- | ------- |
| 2010     | OAK      | 4     | 4     | 0     | 0     | 0        | 2     | 1     | 0        | 0           | .667  | 93    | 23.2     | 20       | 5           | 6        | 0     | 0        | 13       | 0     | 0        | 8     | 8        | 3.04     | 1.10    |
| 2011     | OAK      | 5     | 0     | 0     | 0     | 0        | 0     | 1     | 0        | 0           | .000  | 31    | 8.1      | 6        | 1           | 1        | 0     | 0        | 6        | 0     | 0        | 1     | 1        | 1.08     | 0.84    |
| 2012     | DeNA     | 2     | 2     | 0     | 0     | 0        | 0     | 1     | 0        | 0           | .000  | 48    | 8.1      | 17       | 2           | 6        | 0     | 0        | 5        | 0     | 0        | 10    | 10       | 10.80    | 2.76    |
| MLB：2年 | MLB：2年 | 9     | 4     | 0     | 0     | 0        | 2     | 2     | 0        | 0           | .500  | 124   | 32.0     | 26       | 6           | 7        | 0     | 0        | 19       | 0     | 0        | 9     | 9        | 2.53     | 1.03    |
| NPB：1年 | NPB：1年 | 2     | 2     | 0     | 0     | 0        | 0     | 1     | 0        | 0           | .000  | 48    | 8.1      | 17       | 2           | 6        | 0     | 0        | 5        | 0     | 0        | 10    | 10       | 10.80    | 2.76    |

### 記録
NPB
- 初登板・初先発：2012年7月26日、対読売ジャイアンツ10回戦（東京ドーム）、4回0/3を3失点
- 初奪三振：同上、4回裏にD.J.ホールトンから空振り三振

### 背番号
- 64（2010年）
- 26（2011年）
- 38（2012年途中 - 同年終了）